# Direktflug
Ein Direktflug (englisch direct flight) ist eine im Regelfall planmäßig ununterbrochene Flugreise zwischen zwei Flugzielen mit einer einheitlichen Flugnummer.

## Allgemeines
Der Direktflug schließt jedoch weder eine Zwischenlandung (englisch stopover) noch einen Wechsel des Fluggeräts aus. Auch der Stopover kann ein Direktflug sein, wenn die Flugnummer beibehalten wird. Beim Nonstopflug ist dagegen regelmäßig keine Zwischenlandung geplant. Merkmal des  Direktfluges ist, dass die Flugnummer stets erhalten bleibt. Kommt es beim Direktflug zu einer vorgesehenen Zwischenlandung, müssen die Passagiere nicht aussteigen, und der Flug wird mit derselben Flugnummer fortgesetzt.

## Rechtsfragen
Ob es beim Direktflug (nachträglich eingeplante) Zwischenlandungen geben darf, ist in der Rechtsprechung umstritten. Ein Direktflug muss ohne planmäßige Flugunterbrechungen stattfinden, so dass eine dennoch erforderlich werdende Zwischenlandung einen Reisemangel darstellt. Im zitierten Urteil wertete das Amtsgericht Rostock eine Zwischenlandung bei einem Direktflug als Reisemangel und sprach dem Kläger eine Minderung des Reisepreises in Höhe von zehn Prozent zu. Dagegen hielten andere Gerichte eine Zwischenlandung auch mit Wechsel des Flugzeuges bei Direktflügen für zulässig. Das Amtsgericht Würzburg sah in der Zwischenlandung beim Direktflug keine Reisepreisminderung.
Direktflüge werden oft im Code-share-Modus angeboten, dann allerdings mit unterschiedlichen Flugnummern für dasselbe Flugzeug.

## Phasen
Das Rollen zur Parkposition geschieht von der Rollbahn meist mit Hilfe von vorausfahrenden Follow-me-Cars, welche das Flugzeug zur konkreten Einweisung am Flughafenterminal dem Marshaller übergeben. Der Marshaller kann auch als Fahrer des Follow-me-Cars fungieren. Dieser führt das Flugzeug zur Parkposition und legt ihm Bremsklötze an (englisch on block). Mit diesem Vorgang ist der Direktflug offiziell beendet, nicht erst mit dem Ausschalten der Triebwerke. Die Zeitspanne bis zum Entfernen der Bremsklötze (englisch off block) wird Blockzeit genannt. Innerhalb der Blockzeit liegt die kürzere Übergangszeit, die im Flugwesen Minimum Connecting Time genannt wird. Bei einem Direktflug entfällt die Übergangszeit, weil eine Betankung des Flugzeugs oder ein Umsteigen der Flugpassagiere nicht vorgesehen ist.